# دارتوس
دارتوس (انگلیسی: Dartos) یک لایه عضلانی در کیسه بیضه است که با انقباض و انبساط خود بیضه‌ها را از بدن دور یا به بدن نزدیک می‌کند. در هوای گرم این لایه عضلانی منبسط شده و بیضه‌ها را از بدن دور و به‌حالت آویخته درمی‌آورد. در هوای سرد، این عضله منقبض شده و بیضه‌ها را به بدن نزدیک می‌کند. عمل این عضله باعث تنظیم درجه حرارت بیضه‌ها می‌شود، به‌طوری که پیوسته درجه حرارت بیضه‌ها چند درجه پائین‌تر از دمای بدن بماند.

## نگارخانه

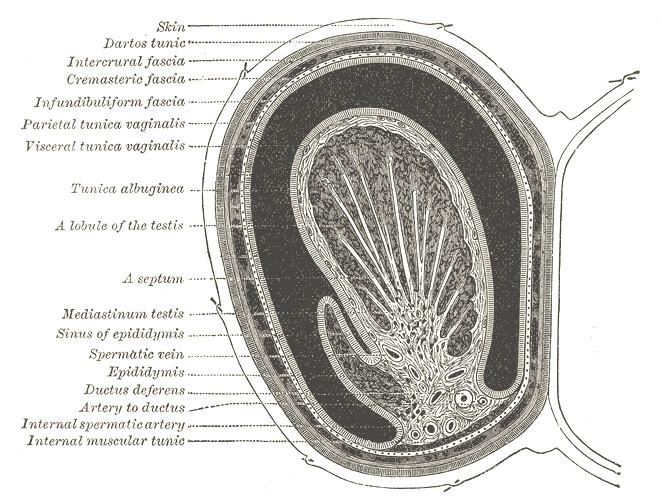
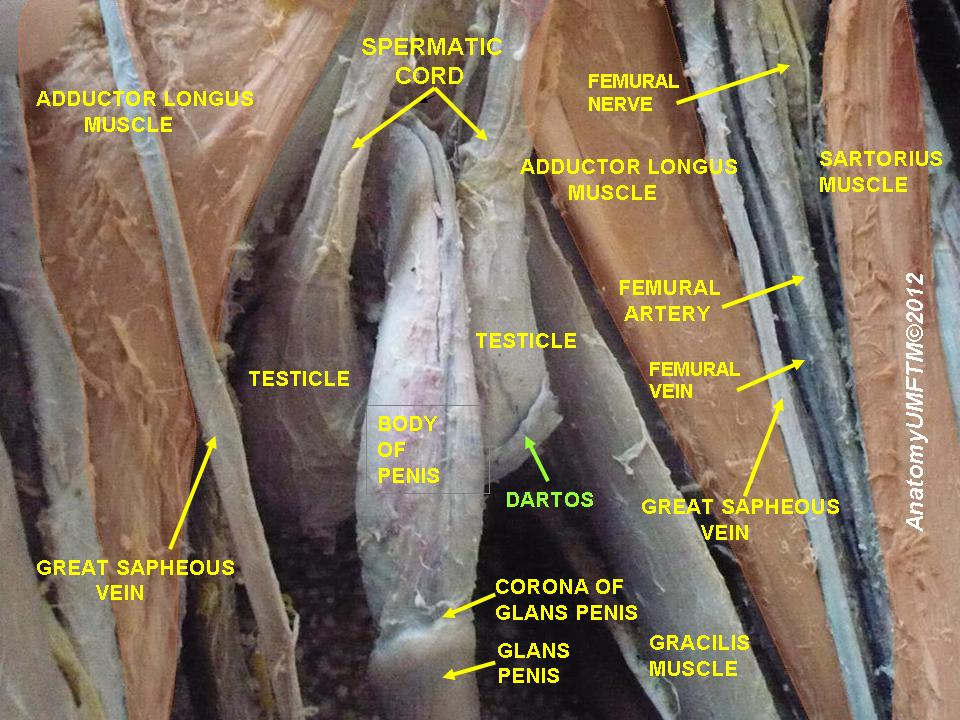